# Hội Bảo vệ quyền trẻ em Việt Nam
Hội Bảo vệ quyền trẻ em Việt Nam là một tổ chức xã hội nhằm tập hợp, đoàn kết những cá nhân, tổ chức của Việt Nam có tâm huyết, tự nguyện hoạt động phấn đấu cho mục đích giúp cho trẻ em được hưởng các quyền cơ bản; tham gia ngăn chặn mọi hành vi xâm hại quyền trẻ em theo quy định của pháp luật quốc gia và Công ước quốc tế về quyền trẻ em.

## Nguyên tắc hoạt động
1. Tự nguyện, tự quản.
2. Dân chủ, bình đẳng, công khai, minh bạch.
3. Tự bảo đảm kinh phí hoạt động.
4. Không vì mục đích lợi nhuận.
5. Tuân thủ Hiến pháp, pháp luật và Điều lệ Hội.

## Vị trí và phạm vi hoạt động của Hội
Hội hoạt động trong phạm vi cả nước theo quy định của pháp luật và Điều lệ Hội.
Hội có tư cách pháp nhân, có tài khoản, con dấu, biểu tượng và cơ quan ngôn luận theo quy định của pháp luật.
Trung ương Hội có trụ sở đóng tại Thủ đô Hà Nội.
1. Hội hoạt động trên phạm vi cả nước
2. Hội hoạt động trong lĩnh vực bảo vệ quyền trẻ em.
3. Hội chịu sự quản lý nhà nước của Bộ Lao động – Thương binh và Xã hội và các bộ, ngành có liên quan đến lĩnh vực hoạt động của Hội theo quy định của pháp luật.

## Lĩnh vực hoạt động liên quan đến trẻ em
- Cấp độ phòng ngừa

Truyền thông: Về quyền trẻ em, về bảo vệ trẻ em khỏi bị bạo hành, bị xâm hại, về sức khỏe sinh sản vị thành niên, xây dựng các mô hình CLB quyền trẻ em, CLB Phóng viên nhỏ để truyền thông về quyền trẻ em và những nội dung liên quan tới trẻ em.

Tập huấn: Tổ chức các lớp tập huấn cho người làm về công tác trẻ em tại cộng đồng, hội viên, tình nguyện viên, cộng tác viên và trẻ em tại cộng đồng.
- Cấp độ hỗ trợ

Tư vấn Pháp luật: Tư vấn cho công dân khi gửi đơn thư đến Hội trình bày về những vụ việc vi phạm quyền trẻ em 

Trợ giúp pháp lý: Có Chi hội Luật sư bảo vệ quyền trẻ em hỗ trợ cho các trường hợp trẻ em là nạn nhân và cả trẻ em vị thành niên vi phạm pháp luật.
- Cấp độ can thiệp

Hội can thiệp bằng các cách: Chăm sóc trị liệu, nuôi dưỡng trực tiếp, chăm sóc thay thế, tạm lánh, cách ly., giáo dục hòa nhập, phổ cập giáo dục.

## Hội viên của Hội
Hội viên chính thức là các cơ quan, tổ chức, đơn vị và công dân Việt Nam có tâm huyết, trách nhiệm, có điều kiện tham gia công tác hội, tán thành điều lệ Hội, tự nguyện làm đơn gia nhập Hội, được Ban Thường vụ xem xét công nhận.
Hội viên danh dự là công dân Việt Nam có uy tín trong xã hội, không có điều kiện trở thành hội viên của Hội nhưng có đóng góp cho Hội, có thể được công nhận là hội viên danh dự. Hội viên danh dự có nhiệm vụ chấp hành Điều lệ Hội, nhưng không tham gia ứng cử, bầu cử vào các chức danh lãnh đạo Hội, không phải đóng hội phí.

Trung ương Hội quản lý danh sách, hồ sơ và tài liệu về hội viên và các tổ chức trực thuộc Hội.
- Tính đến đầu năm 2022, Hội BVQTEVN đã có 18 Hội cấp tỉnh, 42 Chi hội, 06 Trung tâm trực thuộc với hơn 50.000 hội viên trải rộng trên khắp 38 tỉnh/thành phố trên cả nước. Tổng số hội viên: 70.000 người trong đó:
+ Hội viên tổ chức: 22 hội viên tổ chức
+ Hội viên cá nhân: 68.978 hội viên
+ Số hội viên mới kết nạp trong năm: 02 hội viên tổ chức ( Hội viên tổ chức: 02 hội viên tổ chức; Hội viên cá nhân: 9998 hội viên ).
+ Những người làm việc tại chuyên trách tại Hội: 07 cán bộ chuyên trách
- Số lượng các tổ chức trực thuộc Hội.
+ Tổ chức có tư cách pháp nhân: 04 đơn vị (trong đó, Trung tâm Trẻ em và Phát triển)
+ Phòng, ban đơn vị trực thuộc: 03 Ban
+ Tổ chức cơ sở trực thuộc Hội: 44 chi hội trực thuộc
+ Văn phòng đại diện: 01 Văn phòng đại diện phía Nam

## Tài chính của hội
Hội hoạt động theo nguyên tắc tự chủ về tài chính, được quản lý theo Điều lệ Hội và theo quy định của pháp luật.
- Nguồn thu của Hội gồm:

Hội phí do hội viên đóng và tự nguyện ủng hộ.

Các khoản hỗ trợ của Nhà nước, các cơ quan, đoàn thể; sự tài trợ hợp pháp của các tổ chức và cá nhân trong và ngoài nước.

Các khoản thu từ các hoạt động tư vấn, phản biện, thẩm định dự án, thực hiện các đề tài nghiên cứu khoa học, các hoạt động dịch vụ, đào tạo và các khoản thu khác theo quy định của pháp luật.
- Các khoản chi của Hội gồm:

Chi cho các hoạt động của Hội; các chương trình, dự án liên quan đến bảo vệ quyền trẻ em.

Trả lương và các chế độ cho cán bộ, nhân viên chuyên trách theo quy định của pháp luật.

Chi xây dựng hoặc thuê trụ sở làm việc, điện nước, mua sắm phương tiện làm việc.

Chi đầu tư phát triển Hội.

Chi khen thưởng và các khoản chi khác theo quy định của Ban Chấp hành.

## Những hoạt động nổi bật
1. Tổ chức kết nối, thu thập thông tin: Tăng cường kết nối, khảo sát, thu thập thông tin về tình hình thực hiện quyền trẻ em ở các địa phương để tổng hợp, xây dựng những đề xuất, khuyến nghị chuyển tới các cơ quan nhà nước, chính quyền địa phương góp phần thực hiện trách nhiệm trong xây dựng chính sách về trẻ em như trong Luật Trẻ em đã quy định. Đồng thời thúc đẩy sự tham gia của trẻ về hoạt động bảo vệ quyền trẻ em, tăng quyền tham gia, tăng tính đại diện, tăng sự tự tin bản thân và đóng góp cho sự phát triển của cộng đồng.  - Trong năm 2021, Hội đã có 4 văn bản góp ý cho các văn bản, chính sách, chương trình liên quan tới trẻ em như: Chương trình xây dựng nhiệm kỳ Quốc hội Khóa XV của MTTQ Việt Nam; Bộ Quy tắc ứng xử và Bảo vệ quyền trẻ em trên môi trường không gian mạng của Bộ Thông tin và Truyền thông; Tờ trình Dự thảo Luật Dân số của Tổng cục Dân số - KHHGĐ, Bộ Y tế.  - Hội đã tổ chức 02 hội thảo thu thập ý kiến của các tổ chức xã hội tại thành phố Hồ Chí Minh và Hà Nội góp ý cho dự thảo Thông tư ban hành và hai Bộ chỉ tiêu hai bộ chỉ tiêu thống kê về tình hình trẻ em và tình hình xâm hại trẻ em của Bộ Lao động - Thương binh và Xã hội với sự tham gia của 68 đại biểu đến từ 26 tổ chức xã hội, trung tâm làm việc liên quan tới trẻ em. Có 27 ý kiến được góp ý trực tiếp tại Hội thảo và 9 ý kiến góp ý qua văn bản gửi về Hội Sau khi thu thập ý kiến đóng góp, Hội đã tổng hợp và gửi văn bản góp ý cho Thông tư và Bộ chỉ tiêu tới Bộ LĐTBXH ngay trong đầu tháng 2/2021.  - Hội đã thực hiện 02 nghiên cứu: “Đánh giá thực trạng trẻ em là nạn nhân của bạo lực gia đình, khoảng trống pháp lý và vai trò của các tổ chức xã hội trong công tác bảo vệ trẻ em khỏi bạo lực gia đình”, “Nghiên cứu, khảo sát thực trạng thực hiện quy trình tố tụng thân thiện và hỗ trợ y tế đối với trẻ em bị xâm hại tình dục” tại Hà Nội.” và 02 khảo sát trực tuyến là “Khảo sát ảnh hưởng của dịch covid -19 đối với trẻ em năm 2021” và “Nhận thức về quyền trẻ em trên môi trường kỹ thuật số”.  - Trước tình hình dịch bệnh Covid 19 phức tạp, Hội cũng đã tiến hành Đánh giá nhanh về việc đảm bảo quyền của trẻ em trong các khu cách ly để từ đó có những hỗ trợ khẩn cấp đối với nhóm trẻ em bị mất sự chăm sóc của cha mẹ do dịch bệnh Covid 19.  - Trước bối cảnh trẻ em tiếp cận với hình thức học trực tuyến và sử dụng internet hiện nay, Hội đã tiến hành Khảo sát nhanh để đánh giá nhận thức của người lớn và trẻ em về quyền trẻ em trên môi trường kỹ thuật số. Trên cơ sở này sẽ có những hoạt động để truyền thông, nâng cao nhận thức về quyền trẻ em cần được bảo vệ an toàn khi tiếp cận môi trường mạng hiện nay.  - Hội cũng thực hiện Khảo sát lấy ý kiến trẻ em về các vấn đề liên quan tới bạo lực trẻ em trong gia đình nhằm thu thập thông tin để đề xuất các nội dung liên quan tới bảo vệ trẻ em là nạn nhân của bạo lực gia đình trong Luật Phòng chống bạo lực gia đình năm 2007.  - Hội cũng đã tổ chức Hội thảo xây dựng khuyến nghị trong việc cải thiện việc thực hiện quy trình tố tụng thân thiện đối với các trường hợp trẻ em là nạn nhân bị xâm hại tình dục. Bản khuyến nghị cũng đã nhận được 15 ý kiến đóng góp từ các đại biểu đại diện các cơ quan và tổ chức xã hội.  - Tăng cường công tác phối hợp với các đơn vị trực thuộc Bộ LĐTBXH như Cục Trẻ em, Cục Bảo trợ xã hội, Vụ Hợp tác quốc tế, đặc biệt Hội đã có sự kết nối, giới thiệu, chuyển gửi sang Tổng đài quốc gia bảo vệ trẻ em 111 một số việc vi phạm quyền trẻ em mà người dân phản ánh đến Hội.
2. Tham gia giám sát thực hiện quyền trẻ em  - Tham gia giám sát việc thực hiện và hỗ trợ thực hiện quyền trẻ em tại cộng đồng; Thực hiện giám sát nội bộ về triển khai các hoạt động bảo vệ quyền trẻ em.  - Hội giám sát việc thực hiện quyền trẻ em thông qua các phương tiện truyền thông và Hội đã có văn bản gửi cơ quan liên quan về các Clip đăng tải trên mạng xã hội (Youtube) có ảnh hưởng đến trẻ em như vụ: Thơ Nguyễn, vụ trẻ em bị xâm hại tình dục lan truyền trên mạng như:   + Long An, An Giang và Trà Vinh, vụ thầy giáo đánh học sinh tại Trung tâm giáo dục thường xuyên Lục Ngạn, Bắc Giang;   + Bạo lực học đường tại trường Tiểu học Trung Hiển, Hai Bà Trưng, Hà Nội và các vụ xâm hại tình dục trẻ em ở Phú Thọ, Thanh Hóa, bạo hành trẻ em tại Bắc Ninh.  - Chủ tịch Hội tham gia Đoàn đại biểu Quốc hội tỉnh Hải Dương làm việc với Sở LĐTBXH tỉnh về việc thực hiện chính sách, pháp luật về bảo vệ quyền trẻ em và hỗ trợ trẻ em có hoàn cảnh đặc biệt trên địa bàn tỉnh theo Luật Trẻ em và các văn bản khác có liên quan đặc biệt là trong bối cảnh ảnh hưởng của dịch bệnh Covid 19.
3. Phát biểu chính kiến và kiến nghị các vấn đề về trẻ em và thực hiện quyền trẻ em góp phần nâng cao nhận thức và thay đổi hành vi xã hội trong việc thực hiện quyền trẻ em.  - Tại các hội nghị, hội thảo của cơ quan Nhà nước và các tổ chức khác có liên quan tới trẻ em, Hội đều tham gia và góp ý kiến như:  + Hội cũng góp ý cho công tác phát triển án lệ giai đoạn 2016-2021 định hướng 2021-2030 của Tòa án nhân dân tối cao.  + Tham gia góp ý báo cáo của Bộ Tư pháp về nghiên cứu, đánh giá thực tiễn giải quyết các vụ việc về quyền nuôi dưỡng, thăm nom, bảo vệ trẻ em thuộc phạm vi điều chỉnh của Công ước La Hay 1980 về khía cạnh dân sự của hành vi bắt cóc trẻ em.   + Góp ý Dự thảo báo cáo quốc gia (giữa kỳ) thực hiện Kế hoạch hành động ASEAN về xóa bỏ bạo lực đối với phụ nữ do Bộ Lao động - Thương binh và Xã hội tổ chức.  + Tham dự Tọa đàm trực tuyến do Bộ Thông tin và truyền thông, Bộ Giáo dục và Đào tạo… tổ chức về Bảo vệ trẻ em không bị xâm hại tình dục trên mạng xã hội tại Việt Nam  + Tham dự Tọa đàm chuyên gia “Hướng tới một quốc gia số an toàn: Từ “an ninh mạng” tới “an toàn số” và các khuyến nghị về tiếp cận chính sách mới cho Việt Nam” do Viện nghiên cứu chính sách và phát triển truyền thông  - Những phát biểu chính kiến của Hội đã được đăng tải trên nhiều cơ quan báo chí của Trung ương và địa phương như truyền hình VTV1, truyền hình Quốc hội, Truyền hình VTC, Truyền hình VOV – 1h đường dây nóng, truyền hình Hà Nội, truyền hình Công an nhân dân, truyền hình Nhân dân, Báo Pháp luật, báo Thanh niên, báo Tuổi trẻ, báo Tiền Phong, báo Người lao động, báo Nông thôn ngày nay, Báo Phụ nữ Việt Nam.... như:  + Lãnh đạo Hội đã tham gia 64 lượt trả lời, phát biểu chính kiến về các vụ việc vi phạm quyền trẻ em như trẻ bị bạo hành, trẻ bị xâm hại, trẻ bị bỏ rơi, bảo vệ trẻ em trên môi trường mạng, lao động trẻ em, những kỹ năng cha mẹ cần biết để bảo vệ và hỗ trợ cho trẻ trước nguy cơ bị xâm hại… và chia sẻ kinh nghiệm trong công tác bảo vệ quyền trẻ em, đưa ra những khuyến nghị, đề xuất, bài học kinh nghiệm được rút ra từ những vụ việc mà Hội phát hiện hoặc được dư luận xã hội quan tâm để góp phần đảm bảo quyền trẻ em được thực hiện tốt hơn, phòng ngừa những trường hợp vi phạm quyền trẻ em tương tự có thể xảy ra.  + Hội hỗ trợ, ca xâm hại tình dục trẻ em đã được cơ quan cảnh sát điều tra khởi tố 03 vụ án hình sự, các luật sư trong mạng lưới luật sư, luật gia bảo vệ trẻ em của Hội đã bảo vệ các nạn nhân là trẻ em.  + Hội cử luật sư bảo vệ quyền và lợi ích hợp pháp của trẻ bị xâm hại tình dục tại quận Hai Bà Trưng, Hà Nội, thủ phạm đã bị xét xử trong tháng 6/2021 với tội danh “Giao cấu với người dưới 16 tuổi”.   - Gửi công văn kịp thời tới các cơ quan chức năng về các vụ việc  + Ngày 5/4/2019, Hội Bảo vệ quyền trẻ em TP.HCM gửi công văn đến một số cơ quan, bao gồm cả công an quận 4, các viện kiểm sát cấp quận và cấp thành phố, đề nghị khởi tố Nguyễn Hữu Linh nguyên Việt phó Việt Kiểm Soát Nhân dân thành phố Đà Nẵng là nghi phạm vụ sàm sỡ bé gái trong thang máy tại Quận 4, Thành phố Hồ Chí Minh. Sự việc đã bùng nổ trên Internet và gây bức xúc trong dư luận. Công văn của Hội bảo vệ quyền của trẻ em cũng cho biết, do chủ thể là người dưới 16 tuổi nên Bộ Luật Hình sự không quy định phải khởi tố theo yêu cầu người bị hại và không cần đơn yêu cầu khởi tố của gia đình nạn nhân. Tuy nhiên nghi phạm đã không bị bắt giữ.
+ Ngày 16/03/2019 bị can Nguyễn Trọng Trình bị Cơ quan Cảnh sát điều tra Công an huyện Chương Mỹ khởi tố về tội "Dâm ô với người dưới 16 tuổi" và cho tại ngoại sau 9 ngày tạm giam với lý do phạm tội ít gây hậu quả hậu quả nghiêm trọng. Tuy nhiên, gia đình bị hại cũng như dư luận xã hội tỏ ra rất bức xúc và cho rằng hành vi của bị can Trình cấu thành tội Hiếp dâm. Ngày 18/03/2019 Hội Bảo vệ quyền trẻ em Việt Nam đã có công văn đề nghị các cơ quan tố tụng thành phố Hà Nội tiếp tục bắt giam bị can Nguyễn Trọng Trình để điều tra, làm rõ về hành vi xâm hại bé gái đang gây phẫn nộ trong dư luận. Đối tượng đã bị bắt lại ngay sau ngày Hội gửi công văn.
 Ngày 29/06/2018 Hội Bảo vệ quyền trẻ  đã gửi công văn đề nghị Sở Lao động - Thương binh Xã hội tỉnh Hải Dương có biện pháp xử lý, can thiệp để bảo đảm quyền lợi cho cháu bé con của bà Đoàn Thuý Hà (tên gọi khác Hotgirl Bella) không có khả năng làm mẹ và có hành vi hành hạ con của mình.
4. + Hội đã tiến hành hỗ trợ pháp lý cho 28 ca xâm hại trẻ em và đã gửi 17 công văn tới các cơ quan liên quan về các vụ bạo lực trẻ em trong gia đình, bạo lực trẻ em trong trường học, xâm hại tình dục trẻ em, tranh chấp nuôi con tại Bà Rịa - Vũng Tàu, Tiền Giang, Long An Tây Ninh, Kiên Giang, Sơn La, Hà Nội, Thanh Hoá, TP.HCM, Bắc Giang và Phú Thọ.  + Đặc biệt, vụ bé gái 8 tuổi bị dì ghẻ bạo hành dẫn tới tử vong tại TP Hồ Chí Minh đã gây xôn xao dư luận. Hội BVQTE TP Hồ Chí Minh đã cử luật sư Trần Thị Ngọc Nữ hỗ trợ gia đình thực hiện các thủ tục pháp lý và đã có công văn gửi tới các cơ quan liên quan tại TP HCM đề nghị tăng cường các biện pháp bảo vệ trẻ em và xử lý nghiêm vụ việc. Ngày 29/12/2021, Hội cũng đã có công văn gửi tới Cơ quan Cảnh sát Điều tra Công an quận Bình Thạnh đề nghị thay đổi tội danh đối với bị can thực hiện hành vi bạo hành trẻ đến tử vong và khởi tố bố đẻ của cháu bé với tư cách là đồng phạm trong vụ việc.  + Vụ việc tranh chấp quyền nuôi con sau ly hôn tại TP Hồ Chí Minh, trước nguy cơ trẻ bị xâm hại tình dục trong quá trình chung sống với mẹ và bạn trai của mẹ, Hội đã có công văn đề nghị Tòa án nhân dân quận 5 – TP HCM xem xét về quyền nuôi con phải hỏi ý kiến của trẻ và đề xuất kiến nghị việc thay đổi Chánh án xử lý vụ việc có kinh nghiệm làm việc với trẻ em để đảm bảo quyền lợi tốt nhất cho trẻ và bảo vệ trẻ trước nguy cơ bị xâm hại tình dục. Hội đã có công văn gửi Tòa án nhân dân quận 5 thành phố Hồ Chí Minh về việc cần lắng nghe ý kiến, nguyện vọng của trẻ em.

- 